# Alexandre Girardet
Pour les articles homonymes, voir Girardet.
Alexandre Girardet, né le 22 mai 1767 au Locle et mort en 1836 à Neuchâtel, est un graveur, illustrateur et aquarelliste suisse.

## Biographie
Alexandre Girardet naît le 22 mai 1767 au Locle. Il est le frère d'Abraham, d'Abraham Louis et de Charles Samuel. 
Alexandre Girardet enseigne les arts à Neuchâtel de 1794 à 1801.

## Œuvres
Il est un graveur habile et ses œuvres sont souvent confondues avec celles de ses frères. Il grave de nombreuses illustrations pour les publications de son père. Il laisse des aquarelles et des œuvres historiques extrêmement intéressantes qui font l'objet de recherches approfondies de la part de plusieurs historiens de l'art.